# Lijst van Nederlandse misdaadfilms
Hier volgt een lijst met in Nederland geproduceerde misdaadfilms.
- Liefde Waakt (1914, Louis H. Chrispijn sr.) (vermiste film)
- De Vloek van het Testament (1915, Maurits H. Binger/Louis H. Chrispijn sr.) (vermiste film)
- Levensschaduwen (1916, Theo Frenkel Sr) (vermiste film)
- Het geheim van de vuurtoren (1916, Maurits Binger)
- Madame Pinkette & Co (1917, Maurits Binger) (vermiste film)
- Gij zult niet dooden (1922, George A. Béranger)
- Klokslag twaalf (1936, Léo Joannon)
- Het mysterie van de Mondscheinsonate (1935, Kurt Geron)
- Rechter Thomas (1953, Walter Smith)
- Stranding (1960, Louis van Gasteren)
- Rififi in Amsterdam (1962, Giovanni Korporaal)
- Kermis in de regen (1962, Kees Brusse)
- De overval (1962, Paul Rotha)
- 10.32 (1966,  Arthur Dreifuss)
- De inbreker (1972, Frans Weisz)
- Because of the Cats (1972, Fons Rademakers), Engelstalig
- De dwaze lotgevallen van Sherlock Jones (1975, Nikolaï van der Heyde)
- Grijpstra en de Gier (1979, Wim Verstappen)
- Mijn vriend (1979, Fons Rademakers)
- Sprong naar de liefde (1982, Bas van der Lecq)
- Moord in extase (1984, Hans Scheepmaker)
- Wildschut (1985, Bobby Eerhart)
- Grijpstra en de Gier 2: De Ratelrat (1987, Wim Verstappen)
- Spoorloos (1988, George Sluizer)
- Loos (1989, Theo van Gogh)
- Beck - De gesloten kamer (1993, Jacob Bijl)
- Angie (1993, Martin Lagestee)
- De langste reis (1997, Pieter Verhoeff)
- De pijnbank (1998, Theo van Gogh)
- Baantjer: De Cock en de wraak zonder einde (1999, Alain de la Vita)
- Lijmen/Het Been (2000, Robbe de Hert)
- Lek (2000, Jean van de Velde)
- Soul Assassin (2001, Laurence Malkin), Engelstalig
- De grot (2001, Martin Koolhoven)
- Bella Bettien (2002, Hans Pos)
- Claim (2002, Martin Lagestee)
- Van God Los (2003, Pieter Kuijpers)
- Adrenaline (2003, Roel Reiné), Engelstalig
- Amazones (2004, Esmé Lammers)
- Fighting Fish  (2004, Jamel Aatache)
- De dominee (2004, Gerrard Verhage)
- Cool! (2004, Theo van Gogh)
- Stille Nacht (2004, Ineke Houtman)
- Off Screen (2005, Pieter Kuijpers)
- Joyride (2005, Frank Herrebout)
- Vet Hard (2005, Tim Oliehoek)
- Paid (2006, Laurence Lamers), Engelstalig
- Nachtrit (2006, Dana Nechustan)
- Kicks (2007, Albert ter Heerdt)
- Dennis P. (2007, Pieter Kuijpers)
- Moordwijven (2007, Dick Maas)
- Honeyz (2007, Tom Six)
- TBS (2008, Pieter Kuijpers)
- Gangsterboys (2010, Paul Ruven)
- De bende van Oss (2011, André van Duren)
- De Heineken Ontvoering (2011, Maarten Treurniet)
- Cop vs Killer (2012, Simon de Waal en Hans Pos) (telefilm)
- Laptop (2012, Ger Poppelaars) (telefilm)
- Black Out (2012, Arne Toonen) (telefilm)
- Doodslag (2012, Pieter Kuijpers) (telefilm)
- De overloper (2012, Pierter van Rijn) (telefilm)
- Oom Henk (2012, Elbert van Strien) (telefilm)
- Plan C (2012, Max Porcelijn)